# Idioma lawunuia
Lawunuia, o piva, es una lengua austronesia menor de Papúa Nueva Guinea.